# Play-Asia
A Play-Asia.com ázsiai szórakoztatóipari termékeket forgalmazó internetes kiskereskedő. A weboldal kínálatában importjátékok, DVD-k, zenék, CD-k, elektronikai készülékek, élelmiszerek, könyvek, videójáték-konzol kiegészítők, kábelek és játékok is megtalálhatóak. A Play-Asia.com hongkongi székhelyű és elsősorban az ázsiai-csendes-óceáni térség vásárlóira összpontosít, azonban legtöbb terméke a nemzetközi vevők számára is elérhető.

## Története

### Az indulás
A Play-Asia.com videójátékokat és konzolkiegészítőket árusító weboldalt 2002-ben alapították hongkongi székhellyel. Az oldal a videójátékokon kívül különböző elektronikai eszközöket, így például a tamagocsi-sorozat termékeit is forgalmazza.

### Videójáték-fejlesztések pénzügyi támogatása
A Play-Asia.com állta a Söldner-X: Himmelsstürmer című shoot ’em up játék fejlesztési költségeit.

### Sony-termékek európai importjának felfüggesztése
A Play-Asia a Sony a Lik Sang ellen indított pere után bejelentette, hogy felfüggeszti a PlayStation-termékek Európába való importálását.